# Neunkirchen (Herrschaft)
Die Herrschaft Neunkirchen war eine Grundherrschaft im Viertel unter dem Wienerwald im Erzherzogtum Österreich unter der Enns, dem heutigen Niederösterreich.

## Ausdehnung
Die Herrschaft, zu welcher auch die Ämtern Thal, Weikersdorf, Gleißenfeld und Scheiblingkirchen gehörten, umfasste zuletzt die Ortsobrigkeit über Neunkirchen und Weikersdorf. Der Sitz der Verwaltung befand sich in Neunkirchen.

## Geschichte
Letzter Inhaber der Familienfideikommissherrschaft war Erzbischof Vincenz Eduard Milde, der Fürsterzbischof von Wien, als die Herrschaft im Zuge der Reformen 1848/1849 aufgelöst wurde.